# 구러산 전투
구러산 전투(古勒山之戰)는 명(明) 말기 여진(女眞)의 통일 전쟁의 전환점이 되는 전투였다. 이 전투는 건주여진(建州女眞)과 해서여진(海西女眞)의 역량 대결로 변질되었다. 사서에는 누르하치(Nurhaci, 努爾哈赤)가 이 전투 이후 '군의 위엄을 크게 떨쳤고 멀고 가까운 나라와 사람들이 두려워하며 복속하였다(軍威大震, 遠邇懾服)'고 전한다.

## 원인
누르하치는 가문을 일으킬 당시 세력이 미미했기에 평소 '대대로 위명을 쌓아 왔다(世積威名)'고 칭해진 해서(海西) 여러 버일러(貝勒)에게 무시받았다. 그러나 만력(萬曆) 11년(1583) 단 13부(副)의 투구와 갑옷으로 기변한 이래 5년만에 건주삼위(建州三衛)를 통일하였다. 만력 15년(1587) 6월, 다시 국정을 반포하였다. 건주여진이 차츰 강성해지면서 해서여진은 점차 불안해 하였다. 하다(Hada, 哈達)의 버일러 후르간(Hūrgan, 扈爾干)과 여허(Yehe, 葉赫) 버일러 나림불루(Narimbulu, 納林布祿) 등은 사돈을 맺는 방식으로 누르하치를 통제하려 하였지만 성공하지 못하였다. 이후 여허를 수장으로 하는 해서여진 부락들이 수차례 누르하치에게 물품을 갈취하고, 건주여진 땅을 할양할 것을 협박하여 세력 확장을 저지하였지만 모두 누르하치에게 거절당하였다. 이들은 한편으로는 건주에게 외교적으로 압박을 가하였고 다른 한편으로는 몰래 연합하여 건주여진을 토벌하려고 하였다. 만력 21년(1593) 6월, 협박이 무효하다느누것을 알게 된 여허는 하다, 울라(Ula, 烏拉), 호이파(Hoifa, 輝發) 네 부락의 병사를 규합하여 건주 훕차채(戶布察寨)를 노략하였다. 누르하치는 병사를 이끌고 가서 연합군을 몰아내고, 하다 영지인 풀기야치채(富爾佳齊寨)까지 추격하면서 하다 병사와 서로 만났다. 누르하치는 직접 대오 뒤에 서서 적군이 매복에 걸리도록 하였닼 이때 추격병이 접근하자 누르하치는 화살 한 발로 추격병이 탄 말의 배를 맞췄다. 돌연 누르하치가 탄 말이 놀랐고 누르하치는 거의 땅에 떨어질 뻔했으며, 하다 기병 세 명이 이틈을 타 누르하치에게 칼을 휘둘렀다. 바로 이때 안피양구(安費揚古)가 나타나 세 사람을 죽였다. 누르하치는 갑주를 고쳐 입고 좌정하여 화살 한 발로 멍거불루(Menggebulu, 孟格布祿)의 기병을 맞추었고, 멍거불루는 부하의 말로 갈아타고 도주하였다. 풀기야치 전투는 누르하치가 승리하여 돌아갔다.

## 전투 경과

### 전투 전 배치
그러나 해서여진 귀족들은 풀기야치 전투의 패배를 받아들이지 못하였고, 이에 대규모 전투가 한바탕 펼쳐졌다. 만력 21년(1593) 9월, 여허버일러 부자이(Bujai, 布寨)와 나림불루를 맹주로 하고, 해서여진의 여허(Yehe, 葉赫), 하다(Hada, 哈達), 울라(Ula, 烏拉), 호이파(Hoifa, 輝發)가 몽골 코르친(Qorcin, 科爾沁), 시버(Sibe, 錫伯), 괄차(Gūwalca, 卦勒察) 및 골민 샹기얀 알린(Golmin šanggiyan alin, 長白山, 즉 백두산) 주셔리(Jušeri, 珠舍里), 너연(Neyen, 訥殷)과 연합, 총 9개 부락 3만 명의 군대가 세 로(路)로 나뉘어 건주여진으로 진공하였다. 구부 연합군은 대본영을 훈허(Hunehe, 渾河) 북안에 주둔하였다. 자카관(扎喀關, 현재 요녕성遼寧省 신빈만족자치현新賓滿族自治縣) 및 구러산 일대로 진격해 들어갔다. 누르하치는 지형에 근거하여 주도면밀하게 군대를 배치하였고 고지대를 점령하고 험한 지형에 의지하여 수비를 하면서 적이 깊이 들어오게끔 유인하였다가 최후에는 복병으로 승기를 잡는 전략을 취하였다. 곤목(滾木, 성벽이나 언덕에서 굴려 적군을 저지하는 통나무)와 뇌석(礌石) 등을 배치한 후 잠애 든 누르하치를 본 푸진(福晉) 군다이(Gundai, 袞代)는 누르하치가 겁에 질려 놀란 것으로 오인하고는 자는 누르하치를 깨웠다. 누르하치는 '사람이 두려운 것이 있으면 자려고 누워도 잠을 이룰 수가 없다. 내가 정말 두려워 하고 있다면 어떻게 술에 취해 누워 있겠는가? 듣기에 여허군이 세 로를 나눠 침공해 온다고 하는데 언제 도착하는지 기약이 없으니 지금 이것이 걱정이다. 여허군이 도착한 후에야 나는 안심할 것이다(人有所懼, 雖寢, 不成寐. 我果懼, 安能酣寢. 前聞葉赫兵三路來侵, 因無期, 時以爲念. 旣至, 吾安心矣.)'라고 했다. 이후 누르하치는 이전처럼 편히 잠들었다.

### 양측 교전
두 번째 날, 누르하치는 우리칸(武理堪)을 전방에 보내어 정탐하게 하였고 여허 병사 1명을 포획하였다. 신문을 통하여 연합군이 3만 명에 이른다는 것을 알았다. 이러한 규모는 자신들의 병력의 3배에 이른다는 것을 알게 된 건주의 무장들은 놀랐지만, 누르하치는 적군의 인마가 많지만 수령이 너무 많았기에 조정이 혼란스러울 것이니 두목 1,2명만 해한다면 연합군을 이길 수 있다고 보았다. 연합군이 자카성, 허지거성(Hejige honton, 黑濟格城)을 포위 공격하였지만 모두 함락하지 못하였다. 연합군은 다시 건주군에게 길에 겹겹이 설치된 장애물에 막혔고 선봉과 후미가 몇 단의 긴 뱀처럼 행렬을 이뤄 구러산 아래에 이르렀다. 세 번째 날, 누르하치는 병사를 이끌고 험지에 의지하여 진을 쳤고, 연합군 주장 여허버일러 부자이와 나림불루는 허지거성에 대하여 잇달아 공격을 발동하면서 양측은 전투를 벌여 큰 사상자가 발생하였다. 누르하치는 대장 어이두(Eidu, 額亦都)를 파견하여 정예 기병 100명을 이끌고 허지거성으로 가서 적군을 유인하게 하였으며, 동시에 구러산 각 수비병에게 매복 공격 준비를 지시하였다. 어이두가 허지거성에 이르자마자 연합군과 교전을 벌였고, 얼마 후 거짓으로 후퇴하였다. 부자이는 어떠한 계략인지 모르고 군대를 이끌고 말을 달려 구러산 아래로 곧바로 갔다. 연합군은 배후에 훈허를 두고 앞으로는 구러산을 우러러 보며 공격하였다. 이때 산 위에서 곤목과 뇌석이 동시에 굴러 내려왔고, 어이두는 방향을 돌려 연합군을 향하여 쇄도하였다. 연합군 주장 부자이는 제대로 피하지 못하였고 곤목에 걸려 말에서 떨어졌고, 우탄(吳談)이라는 건주 병사가 떨어진 부자이를 보고 곧바로 그를 참살하였다. 나림불루는 형제가 살해당하는 것을 보고 땅으로 굴러떨어졌으며 부하가 급히 구원하였다. 연합군은 주장을 잃어버린 상황에서 혼란에 빠졌다. 수만 병사가 저마다 도주하였으나 오히려 산간 좁은 길에서 서로 밀치면서 엄청난 혼란에 빠졌다. 코르친 버일러 밍간(明安)은 말이 진흙뻘에 빠져 나올 수 없게 되었고 급한 상황에서 간신히 안장 없는 말을 타고 도주하였다. 건주군은 산 위에서 밀어닥쳐 내려오면서 기세를 타고 기습하였으며 연합군은 참패하였다. 울라버일러 만타이(Mantai, 滿泰)의 동생 부잔타이(Bujantai, 布占泰)도 생포되었다. 건주군 1로는 1백여 리 밖 호이파 경내까지 추격하였다. 하늘이 어두워지자 누르하치는 비로소 군사를 수습하여 구러성으로 돌아갔다.

### 결과
이 전투에서 건주군은 여허버일러 부자이 등 연합군 장사 4천여 명을 참살하였고 울라버일러 만타이의 동생 부잔타이를 생포하였으며 전투마 3천필을 노획하는 등 대승을 가뒀다.

## 영향
구러산 전투 이후, 구부 연합 침패는 건주여진과 해서여짐진의 역량 대결로 변질되어 해서의 멸망을 야기하였다. 누르하치는 한 번의 전투로(위엄이 크게 떨치고 원근에서 복속(軍威大震, 遠邇懾服)'하는 이름을 이뤘다. 명 조정은 누르하치를 좌도독 정2품 용호장군(左都督正二品龍虎將軍)으로 승진시켰고, 누르하치는 여직국건주위괸속이인지주(女直國建州衛管束夷人之主)를 자칭하였다. 같은해 10월, 누르하치는 구러산 대승 이후 구부 연합군에 참가한 주셔리 부락을 멸망시켰다. 11월, 누르하치는 어이두, 가가이(Gagai, 噶盖), 안피양구 세 장수를 데리고 군대를 이끌고 가서 너연(Neyen, 訥殷)의 포도호산성(佛多和山城)을 공격, 3개월이 지난 만력 22년(1594) 정월, 노장(路長) 소원(搜穩)과 석시(塞克什)를 참하였고, 이전에 정복한 얄루기양(鴨綠江) 부락을 통합하였다. 누르하치는 다시 골민 샹기얀 알린 여진을 완전히 병합하였다. 이에 누르하치는 기병 10년 만에 '만주를 둘러싸고 거한 부락은 모두 평정(各部環滿洲而居者, 皆爲削平)'하였으며, 결국 만주 여러 부락을 통일하고 후금(後金)을 세웠다.